# Bazylika Ulpia
Bazylika Ulpia – budynek zbudowany w 113 r. według planów Apollodora z Damaszku na Forum Trajana. Jej nazwa pochodzi od rodowego nazwiska cesarza: Marcus Ulpius Traianus.

## Historia

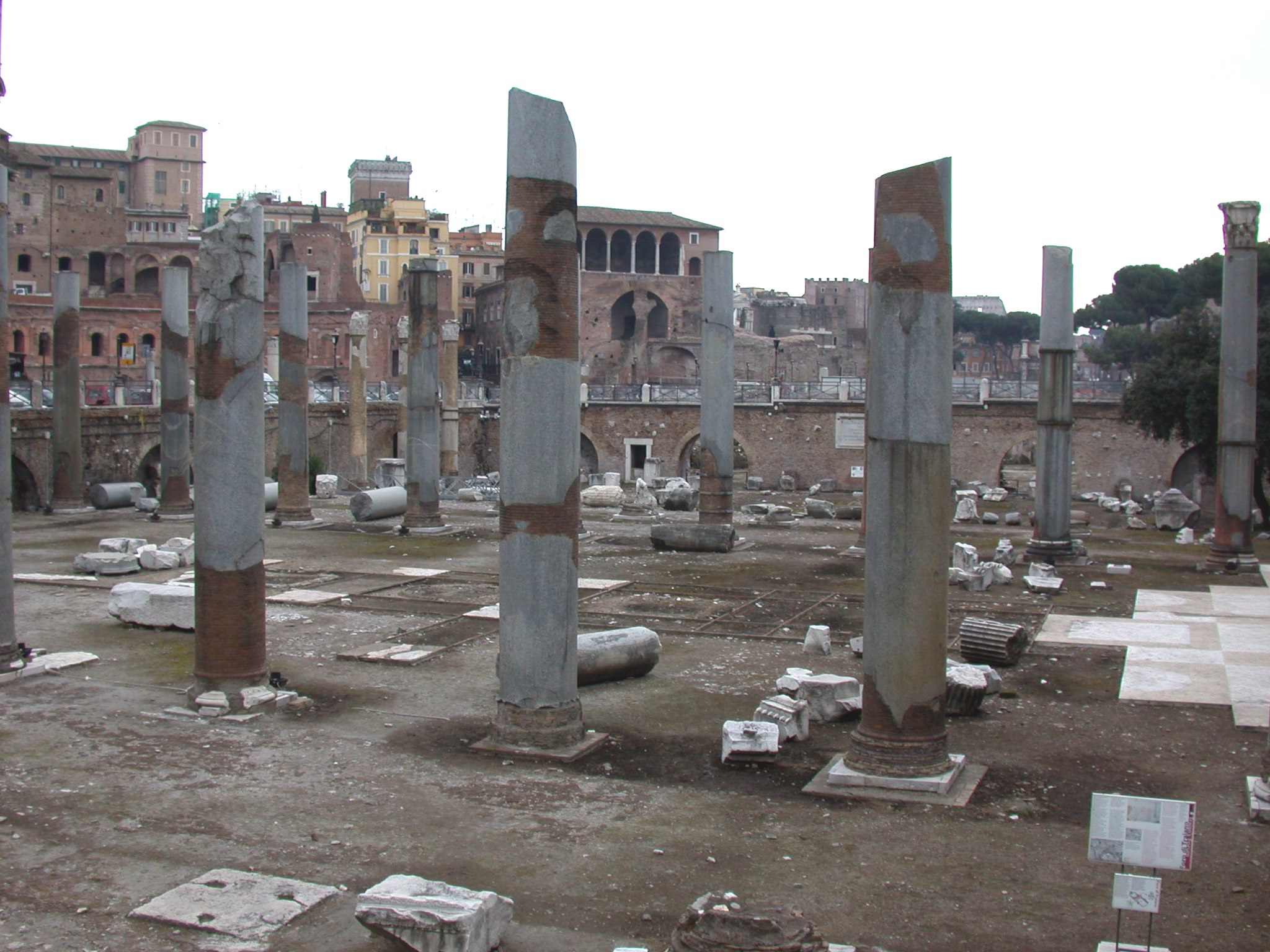
Pozostałości bazyliki

Budynek nie pełnił funkcji sakralnej lecz sprawowano tu władzę sądowniczą, handlowano, a także czasem urzędował tu cesarz.
Usytuowana została naprzeciwko wejścia na forum, dłuższym bokiem przecinała plac. Prowadziły do niej trzy wejścia poprzedzone narteksami. Środkowe, większe miało trzy arkadowe bramy, dwa boczne po jednej. Wewnątrz znajdowała się duża, o wymiarach 130,0 x 25,0 m, aula otoczona podwójną kolumnadą, która dzieliła wnętrze na pięć naw. W sumie, we wnętrzu postawiono 96 kolumn z porfiru. Ściany boczne zamykały dwie apsydy. Cały budynek miał wymiary 167,0 x 58,0 m. Za bazyliką stały dwa budynki bibliotek: grecka i łacińska oraz Kolumna Trajana.

Do dziś zachowały się tylko pozostałości kilku kolumn.
Od grudnia 2023 trwa odbudowa i rekonstrukcja tego zabytku.